# Santa Eulalia de Mérida (escultura)
L'escultura urbana coneguda pel nom Monumento a Santa Eulalia de Mérida, ubicada al carrer de Santa Eulalia de Mérida, a la ciutat d'Oviedo, Principat d'Astúries, Espanya, és una de les més d'un centenar que adornen els carrers de l'esmentada ciutat espanyola. El paisatge urbà d'aquesta ciutat, es veu adornat per obres escultòriques, generalment monuments commemoratius dedicats a personatges d'especial rellevància en un primer moment, i més purament artístiques des de finals del segle xx.
L'escultura, feta de bronze, és obra de Amado González Hevia "Favila", i està datada 1994. Per a la realització d'aquesta obra, l'autor, Favila, va prendre com a model la talla de la santa, patrona de la diòcesi d'Oviedo, des de 1639, les restes de qui van ser traslladats a la ciutat des de Mèrida pel rei Silo, que es troba en una de les fornícules de la girola de la  Catedral; la qual és obra d'Alexandre Carnisser. Té una placa ubicada al peu de l'escultura en la que es pot llegir: "STA. EULALIA/DE/MERIDA".